# Cylisticus transsylvanicus
Cylisticus transsylvanicus is een pissebed uit de familie Cylisticidae. De wetenschappelijke naam van de soort is voor het eerst geldig gepubliceerd in 1908 door Verhoeff.